# Matt Felker
Matt Felker, właściwie Matthew Nicholas Felker, znany także jako Brad Lenz (ur. 11 października 1979 w Brookfield, w stanie Wisconsin) – amerykański model, aktor i scenarzysta. Jego cała kariera została utworzona na własną rękę poprzez Internet na stronie MySpace, bez pomocy przemysłu rozrywkowego. Stał się znany z teledysku Britney Spears do przeboju „Toxic” (2004) jako bohater.

## Życiorys
Urodził się i wychował w obrzeżach stanu Wisconsin. Uczęszczał na Arizona State University. Rozpoczął karierę jako model dla agencji Ford. Jego wygląd porównywany był do aktora Brada Pitta, piłkarza Davida Beckhama oraz ikony muzycznej Kurta Cobaina. Pracował z takimi fotografami jak David LaChapelle. 
Po przybyciu do Los Angeles otrzymał kontrakt na reklamę lodów Haagendazs w Japonii.
Wystąpił w teledyskach: Dido do piosenki „White Flag” (2003), zespołu Fountains of Wayne do utworu „Stacy's Mom” (2004) w roli masażysty, Britney Spears do hitu „Toxic” (2004). 
W komedii Goły narzeczony (Balls to the Wall, 2011) wystąpił jako egzotyczny tancerz. Znalazł się też w obsadzie telewizyjnej komedii romantycznej Lifetime The Real St. Nick (2012).
W 2011 spotykał się z Minnie Driver.

## Filmografia

### filmy fabularne
- 2005: Londyn (London) jako facet z sutkami
- 2009: Kim jest Brad Lenz? (Who Is Brad Lenz?) jako Brad Lenz/Marty Feltcher

### filmy TV
- 2002: Flashpoint jako surfer
- 2005: Dirty Famous jako chłopak Shar